# Philotrypesis angela
Philotrypesis angela är en stekelart som beskrevs av Girault 1915. Philotrypesis angela ingår i släktet Philotrypesis och familjen fikonsteklar. Inga underarter finns listade i Catalogue of Life.